# David Chastain
David T. Chastain (Atlanta, 31 agosto 1963) è un chitarrista, compositore e produttore discografico statunitense.

## Biografia
Iniziò a suonare fin da giovanissimo con gli Spike, un gruppo heavy metal di Cincinnati in Ohio, con cui diede il via all'attività registrando il primo singolo nel 1981.
Tre anni dopo nella stessa città, in cui tuttora risiede, formò i Chastain, la sua band principale con cui ha realizzato più di dieci album. Nello stesso periodo fu anche il leader dei CJSS con cui incise due album nel 1986. Entrambe le band furono tra le prime a firmare un contratto con la Shrapnel Records. Nel 1986 creò l'etichetta discografica indipendente Leviathan Records, tuttora attiva, con cui, in seguito, pubblicherà anche alcuni lavori dei suoi gruppi musicali.
Seppur meno noto, rispetto ad altri chitarristi virtuosi degli anni ottanta come Steve Vai, Joe Satriani, e Yngwie Malmsteen, David Chastain viene spesso annoverato tra i guitar heroes, avendo cominciato la sua carriera dal solista nel 1987 e pubblicando con continuità album shred strumentali. Nel 1989 scrisse e compose buona parte delle canzoni presenti sull'album da solista di Leather (la cantante dei Chastain) intitolato Shock Waves, oltre ad esserne stato il produttore e ad averlo pubblicato negli Stati Uniti con la sua Leviathan. Nel 1992 avviò una collaborazione con Michael Harris, chitarrista dei concittadini Arch Rival, che lo portò alla realizzazione di disco live contenente brani composti da entrambi. Qualche anno dopo, sempre con la partecipazione di Harris, formò gli Zanister con cui incise due album usciti nel 1999 e nel 2001. Nello stesso periodo diede vita anche ad un progetto Southern rock-blues, fondando i Southern Gentlemen, una band che traeva principalmente ispirazione dagli ZZ Top.
A partire dagli anni duemila gestisce anche la Diginet Music, un'altra etichetta indipendente specializzata nella pubblicazione di materiale raro. Nel 2001 registrò le parti di basso per una serie di album intitolati Guitar Master, che vennero pubblicati da altri chitarristi, tra cui Gus G., ognuno dei quali lo interpretò in maniera diversa, utilizzando però la stessa sezione ritmica; questi lavori vennero distribuiti dalla sua Diginet in formato digitale. L'anno seguente fece lo stesso con Guitar Master 2002 che successivamente fu pubblicato dai vari chitarristi, però con un titolo diverso (es. Joe Stump: Armed and Ready, Michael Harris: Hurricane X). Le versioni con le parti di chitarra incise da lui uscirono nel 2005 come Guitar Master e Prisoner of Time.

## Discografia

### Solista

#### Album in studio
- 1987 – Instrumental Variations
- 1989 – Within the Heat
- 1991 – Elegant Seduction
- 1994 – Next Planet Please
- 1998 – Acoustic Visions
- 2001 – Rock Solid Guitar
- 2005 – Guitar Master
- 2005 – Prisoner of Time
- 2007 – Countdown to Infinity
- 2011 – Civilized Warfare

#### Album dal vivo
con Michael Harris
- 1992 – Live! Wild and Truly Diminished!!

#### Raccolte
- 1992 – Movements Thru Time
- 2009 – Heavy Excursions
- 2013 – That Was Then Again

### Con i Chastain

#### Album in studio
- 1985 – Mystery of Illusion
- 1986 – Ruler of the Wasteland
- 1987 – The 7th of Never
- 1988 – The Voice of the Cult
- 1990 – For Those Who Dare
- 1995 – Sick Society
- 1997 – In Dementia
- 2004 – In an Outrage
- 2013 – Surrender to No One
- 2015 – We Bleed Metal
- 2017 – We Bleed Metal 17

#### Raccolte
- 2010 – The Reign of Leather
- 2012 – Metal in Your Face

### Con gli Spike
- 1983 – The Price of Pleasure
- 2001 – The Forum Sessions

### Con i CJSS
- 1986 – World Gone Mad
- 1986 – Praise the Loud
- 1986 – Retrospect (Compilation)
- 2000 – Kings of the World
- 2001 – Embryonic Animation (Compilation di sessioni demo in studio)
- 2001 – Sands of Time (Compilation di sessioni demo in studio)

### Con gli Zanister
- 1999 – Symphonica Millennia
- 2001 – Fear No Man
- 2013 – Metal Treasures (Compilation)

### Con i Southern Gentlemen
- 2000 – Exotic Dancer Blues
- 2003 – Double Your Pleasure
- 2006 – Third Time Is the Charm
- 2008 – Valley of Fire
- 2009 – Instrumentalized
- 2011 – The Early Years (Compilation)
- 2011 – Playing For Pennies (Compilation)

### Con i Georgia Blues Dawgs
- 2001 – Hard Times
- 2002 – Racing Back

### Con i Cincinnati Improvisational Group
Jam sessions con Mike Skimmerhorn (basso) e Mike Haid (batteria)
- 1996 – Freeform Free For All (registrato nel 1985)
- 2001 – Aberration (registrato nel 1992)
- 2001 – zfunkdabunk (registrato nel 1987)
- 2001 – Inner Fire (registrato nel 1987)
- 2001 – Harmonically Exiled (registrato nel 1987)
- 2002 – 17th Regression (registrato nel 1987)
- 2002 – Paragon (Compilation)